# Aoteapsyche catherinae
Aoteapsyche catherinae är en nattsländeart som först beskrevs av Mcfarlane 1960.  Aoteapsyche catherinae ingår i släktet Aoteapsyche och familjen ryssjenattsländor. Inga underarter finns listade i Catalogue of Life.